# جنایات جنگی روسیه

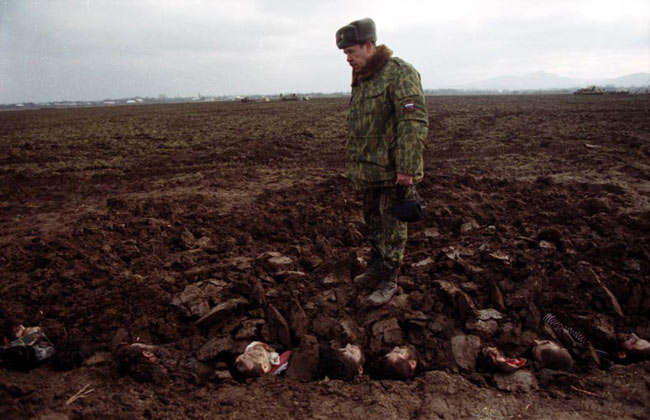
یک سرباز روسی در حال قدم زدن بر روی یک گور دسته‌جمعی چچنی‌ها در ۲۰۰۱

جنایات جنگی روسیه نقض قوانین جنگ از جمله کنوانسیون‌های لاهه ۱۸۹۹ و ۱۹۰۷ و کنوانسیون‌های ژنو است که شامل جنایات جنگی و جنایات علیه بشریت است که نیروهای رسمی مسلح و نظامی‌نمای فدراسیون روسیه از زمان انحلال اتحاد جماهیر شوروی در سال ۱۹۹۱ متهم به انجام آن‌ها هستند. این امر همچنین شامل کمک و مشارکت در جنایات دولت‌های معمول یا دولت‌های متکی است که توسط روسیه مسلح و تأمین مالی می‌شوند، از جمله جمهوری خلق لوهانسک و دونتسک. این موارد شامل اعدام خودسرانه رزمندگان اسیرشدهٔ دشمن، بدرفتاری با زندانیان در حین بازجویی (شکنجه)، و استفاده از خشونت علیه غیرنظامیان ، از جمله تجاوز جنسی بوده‌است.
عفو بین‌الملل و دیده‌بان حقوق بشر جنایات جنگی روسیه در چچن، گرجستان، اوکراین و سوریه را ثبت کرده‌اند. سازمان پزشکان بدون مرز نیز جنایات جنگی در چچن را مستند کرده‌است.  در سال ۲۰۱۷ دفتر کمیساریای عالی حقوق بشر سازمان ملل (OHCHR) گزارش داد که روسیه از سلاح‌های خوشه‌ای و آتش‌زا در سوریه استفاده کرده‌است که جنایت جنگی «حملات بی‌رویه» در یک منطقهٔ غیرنظامی است. در ۱۳ آوریل ۲۰۲۲، سازمان امنیت و همکاری اروپا گزارشی را منتشر کرد که در آن روسیه را در حمله هوایی به بیمارستان ماریوپل به جنایات جنگی متهم کرد. قتل‌های هدفمند و ناپدید شدن اجباری یا ربودن غیرنظامیان، از جمله روزنامه‌نگاران و مقامات محلی نیز احتمالاً می‌تواند جنایت علیه بشریت باشد.
تا سال ۲۰۰۹، دادگاه اروپایی حقوق بشر ۱۱۵ حکم علیه دولت روسیه به دلیل ناپدید شدن اجباری، قتل، شکنجه، و ناتوانی در بررسی صحیح این جنایات در چچن صادر کرده‌است. این دادگاه همچنین در سال ۲۰۲۱ روسیه را به‌طور جداگانه در قتل، شکنجه، غارت و تخریب منازل در گرجستان و همچنین جلوگیری از بازگشت ۲۰۰۰۰ آوارهٔ گرجی به میهن خود مجرم شناخت.
در نتیجهٔ دخالت روسیه در جنگ‌های اوکراین، تحریم‌های بین‌المللی گسترده‌ای علیه مقامات روسیه در سال ۲۰۱۴ و بار دیگر در سال ۲۰۲۲ توسط بسیاری از کشورها اعمال شد. هنگامی‌که دیوان کیفری بین‌المللی شروع به تحقیق در مورد الحاق کریمه به روسیه به دلیل نقض احتمالی قوانین بین‌المللی کرد، روسیه در سال ۲۰۱۶ از عضویت این نهاد، خارج شد. در ۷ آوریل ۲۰۲۲، قطعنامه ES-11/3 مجمع عمومی سازمان ملل متحد روسیه را از عضویت شورای حقوق بشر سازمان ملل به‌دلیل جنایات جنگی در اوکراین تعلیق کرد.

## چچن

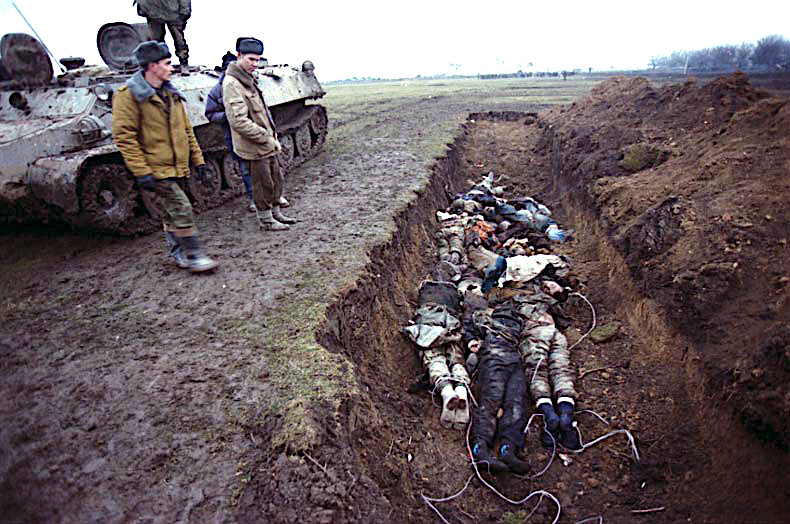
نیروهای روسی در حال دفن اجساد در یک گودال در چچن در طول جنگ دوم چچن

پس از انحلال اتحاد جماهیر شوروی در سال ۱۹۹۱، چچن استقلال خود را از فدراسیون روسیه اعلام کرد. مقامات روسی اعلامیهٔ خودمختاری چچن را رد کردند که این اقدام، باعث تنش شد. این تنش‌ها در نهایت با عبور ۲۵٬۰۰۰ سرباز روسی به چچن در ۱۱ دسامبر ۱۹۹۴ به یک جنگ کامل تبدیل شد. جنگ با استقلال عملی چچن و خروج نیروهای روسیه در سال ۱۹۹۶ پایان یافت. درگیری دوم دوباره در سال ۱۹۹۹ تشدید شد و تا سال ۲۰۰۹ ادامه داشت و روسیه کنترل کامل چچن را به‌دست گرفت و یک دولت طرفدار روسیه را روی کار آورد. در این دوره جنایات جنگی متعددی، عمدتاً توسط نیروهای مسلح روسیه، ثبت شد.
در طول دو جنگ، چچنی‌ها توسط پروپاگاندای روسیه با عنوان‌هایی همچون «سیاهان»، «راهزنان»، «تروریست‌ها»، «سوسک‌ها» و «ساس‌ها» معرفی شدند. نیروهای مسلح روسیه جنایات جنگی متعددی را در چچن مرتکب شدند.
این جنایات شامل موارد زیر بود:
استفاده از بمب‌های خوشه‌ای ممنوع در حمله بمب خوشه‌ای شالی در سال ۱۹۹۵، که یک بازار، یک پمپ بنزین و یک بیمارستان را هدف قرار داد. کشتار سامشکی در آوریل ۱۹۹۵، که در آن بیش از ۱۰۰ غیرنظامی چچنی توسط نیروهای پلیس اومون کشته شدند. در طول نبرد اول گروزنی، حملات هوایی و بمباران توپخانه‌ای روسیه به‌عنوان سنگین‌ترین عملیات بمباران در اروپا از زمان ویرانی درسدن توصیف شد. کمیسیون حقوق بشر سازمان ملل متحد در گزارشی که در ۲۶ مارس ۱۹۹۶ منتشر کرد، نیروهای روسی را به تیراندازی و کشتن غیرنظامیان در ایست‌های بازرسی و اعدام خودسرانهٔ مردان چچنی اسیر شده اعم از غیرنظامی و جنگجو متهم کرد. دو مورد از این اعدام‌ها مربوط به قتل کارکنان کمک‌های بشردوستانه بود که سعی داشتند یک غیرنظامی را از اعدام در خیابانی در گروزنی نجات دهند. افسران نیروهای وزارت کشور روسیه نیز به‌سوی گروهی از سربازان روسی که حاضر به کشتن غیرنظامیان نبودند شلیک کردند. جنگ باعث آوارگی ۴۵۰٬۰۰۰ نفر و به عبارتی ۴۵ درصد از جمعیت چچن شد و ۲٬۰۰۰ کودک جان خود را از دست دادند.

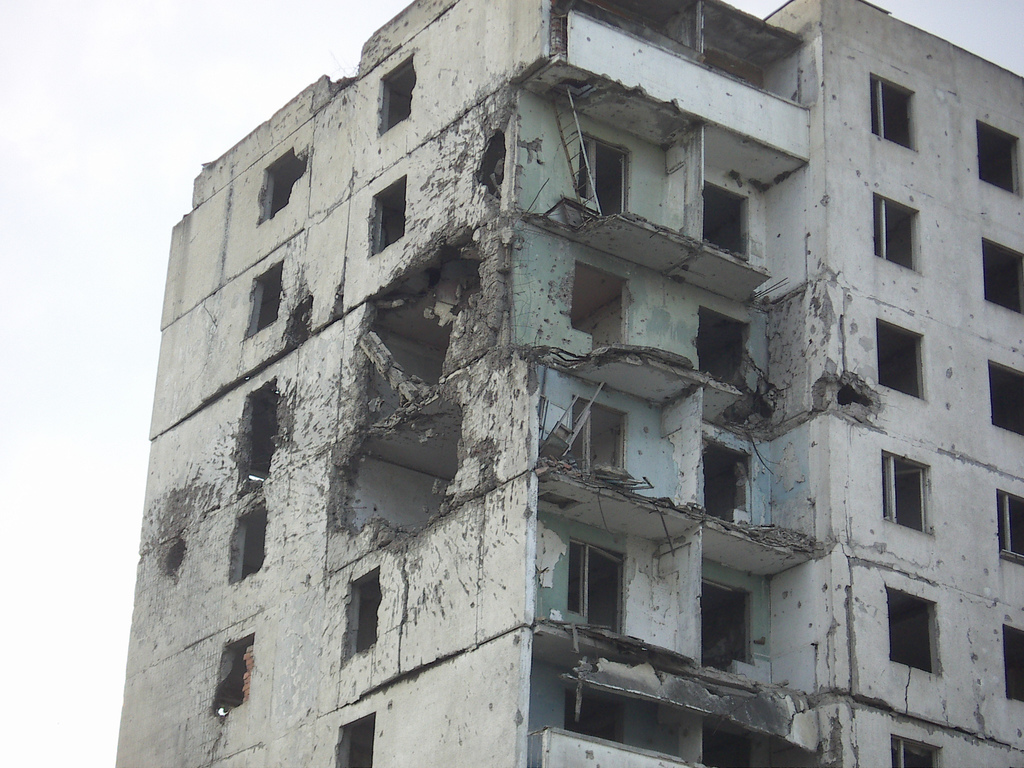
ساختمانی که در جریان جنگ در گروزنی آسیب دیده‌است

جنگ دوم چچن به دور دیگری از جنایات جنگی و حملات علیه غیرنظامیان منجر شد. یکی از این موارد، بمباران خوشه‌ای الیستانزی در سال ۱۹۹۹ علیه غیرنظامیان بود ۲۹ حملهٔ موشکی بالستیک یک بازار شلوغ در گروزنی را هدف قرار داد که بیش از صد غیرنظامی کشته شدند. نیروی هوایی روسیه حملات راکتی را به کاروان پناهجویان که قصد ورود به اینگوشتیا را داشتند، انجام داد. این اقدامات در دسامبر ۱۹۹۹ تکرار شد که سربازان روسی به پناهجویان فراری گروزنی شلیک کردند. کشتار آلخان یورت و کشتار نویه آلدی شامل قتل، غارت و تجاوز به چچنی‌ها توسط سربازان روسی بود. کشتار استاروپرومیسلووسکی در ژانویهٔ ۲۰۰۰ رخ داد. بمباران کاتیر–یورت در ۴–۶ فوریهٔ ۲۰۰۰ رخ داد. محاصره و بمباران گروزنی از سال ۱۹۹۹ تا ۲۰۰۰ باعث شد هزاران غیرنظامی کشته شوند.

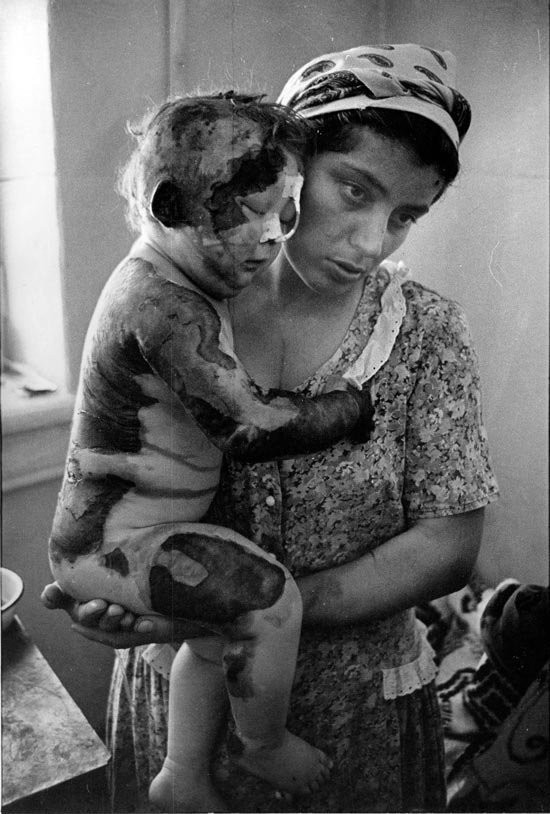
یک زن چچنی با یک کودک زخمی

در ۱۷ دسامبر ۱۹۹۶، شش نمایندهٔ کمیته بین‌المللی صلیب سرخ در حملهٔ افراد مسلح نقابدار به بیمارستان صلیب سرخ در نوویه آتاگی در نزدیکی گروزنی کشته شدند. در سال ۲۰۱۰، افسر نیروهای ویژهٔ روسیه، سرگرد الکسی پوتیومکین، ادعا کرد که این قتل‌ها توسط مأموران سرویس امنیت فدرال روسیه انجام شده‌است. گزارشی در سال ۲۰۰۴ نشان می‌دهد که سربازان روسی از تجاوز جنسی به‌عنوان ابزاری برای شکنجه علیه چچنی‌ها استفاده می‌کنند. از ۴۲۸ روستا در چچن، ۳۸۰ روستا در درگیری‌ها بمباران شدند و ۷۰ درصد از خانه‌ها نابود شدند. 
عفو بین‌الملل برآورد کرده‌است که بین ۲۰۰۰۰ تا ۳۰۰۰۰ غیرنظامی تنها در جنگ اول چچن کشته شده‌اند که عمدتاً در اثر حملات بی‌رویهٔ نیروهای روسی به مناطق پرجمعیت بوده‌است و ۲۵۰۰۰ غیرنظامی دیگر در جنگ دوم چچن کشته شدند. منبع دیگری فرض می‌کند که ۴۰۰۰۰ تا ۴۵۰۰۰ غیرنظامی در درگیری دوم کشته شدند. در سال ۱۹۹۶، الکساندر لبد، رئیس وقت امنیت ملی روسیه گفت که ۸۰۰۰۰ نفر در جنگ اول کشته شدند. مقامات و اتباع چچن می‌گویند که از مجموع یک میلیون شهروند چچنی، ۲۰۰۰۰۰ تا ۳۰۰۰۰۰ نفر در دو جنگ کشته شدند. از زمان آغاز درگیری‌ها، ۵۷ گور دسته‌جمعی در چچن ثبت شده‌است.
به باور برخی پژوهشگران، حملات روسیه به چنین گروه قومی کوچکی یک جنایت نسل‌کشی است. سازمان غیردولتی «جامعه برای مردمان در معرض تهدید» مستقر در آلمان در گزارش سال ۲۰۰۵ خود در مورد چچن، مقامات روسیه را به نسل‌کشی متهم کرد.
دیده‌بان حقوق بشر همچنین بین ۳۰۰۰ تا ۵۰۰۰ ناپدید شدن اجباری در چچن را بین سال‌های ۱۹۹۹ تا ۲۰۰۵ ثبت کرده و آن را به‌عنوان جنایت علیه بشریت دسته‌بندی کرده‌است.

## گرجستان

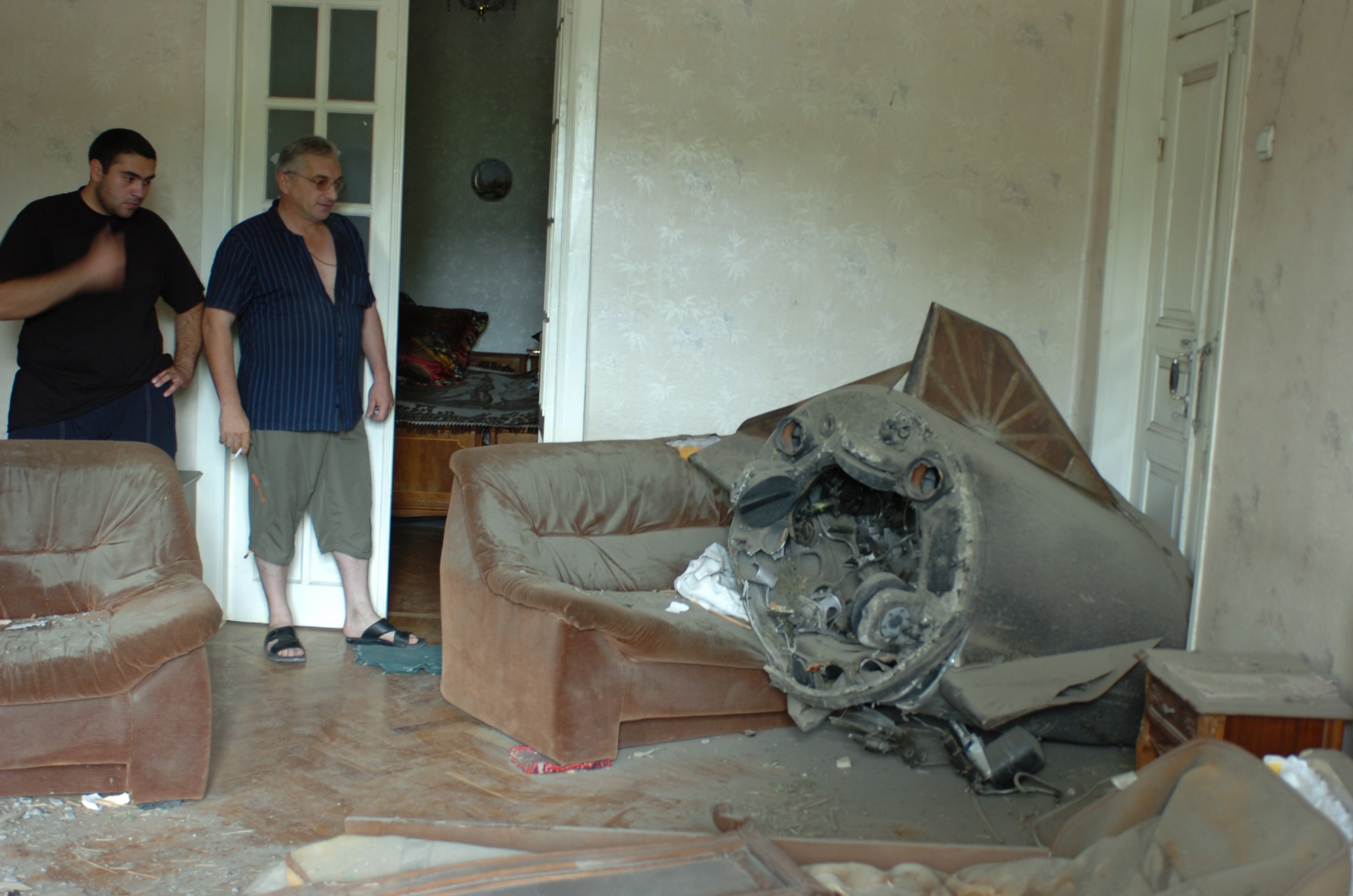
بخشی از یک موشک روسی تقریباً سالم در اتاق‌خواب یک خانه در گوری، نمونه‌ای از حملهٔ احتمالی بی‌رویه در مناطق غیرنظامی

پس از تشدید تنش در ۷ اوت ۲۰۰۸ بین منطقهٔ جدا شدهٔ اوستیای جنوبی و گرجستان، نیروهای روسی در ۸ اوت از مرز بین‌المللی عبور کردند و به سربازان گرجستان در حمایت از اوستیای جنوبی حمله کردند. سربازان روسی همچنین به دیگر منطقهٔ جدا شده آبخازیا رفتند، که هیچ درگیری در آن‌جا ثبت نشد. جنگ در ۱۲ اوت با آتش‌بس با میانجیگری دیپلمات‌های بین‌المللی پایان یافت. دولت روسیه اوستیای جنوبی و آبخازیا را به‌عنوان کشورهای مستقل به‌رسمیت شناخت.
روسیه عمداً به غیرنظامیان فراری در اوستیای جنوبی و منطقهٔ گوری گرجستان حمله کرد. هواپیماهای جنگی روسیه مراکز جمعیتی غیرنظامی را در گرجستان و روستاهای گرجی‌ها در اوستیای جنوبی بمباران کردند. شبه‌نظامیان مسلح، اقدام به غارت، سوزاندن و آدم‌ربایی کردند.
استفاده از بمب‌های خوشه‌ای توسط روس‌ها باعث تلفات غیرنظامی شد. عفو بین‌الملل روسیه را به بمباران و حملهٔ عمدی به مناطق و زیرساخت‌های غیرنظامی متهم کرد که جنایت جنگی است. روسیه استفاده از بمب‌های خوشه‌ای را رد کرد. ۲۲۸ غیرنظامی گرجستان در این درگیری‌ها جان باختند.
علاوه بر این، ارتش روسیه هیچ‌کاری برای جلوگیری از پاکسازی قومی گرجی‌ها در اوستیای جنوبی در منطقهٔ تحت کنترل خود انجام نداد.

## اوکراین

### ۲۰۱۴–۲۰۲۱
پس از انقلاب اوکراین در سال ۲۰۱۴، ویکتور یانوکوویچ، رئیس‌جمهور اوکراین که طرفدار روسیه بود، برکنار شد و به روسیه گریخت و دولت جدید اوکراین دیدگاهی طرفدار اروپا را اتخاذ کرد. روسیه با پشتیبانی از الحاق کریمه به این موضوع واکنش نشان داد که توسط مجمع عمومی سازمان ملل در قطعنامه ۶۸/۲۶۲ غیرقانونی اعلام شد، جدایی‌طلبان طرفدار روسیه شبه‌دولت ناشناختهٔ نووروسیا را اعلام کردند که قصد جدایی از اوکراین و شورش را دارد. این رویدادها در نهایت منجر به جنگ در دونباس و بخش‌های شرقی اوکراین شد. در حالی‌که روسیه دخالت در جنگ دونباس را رد کرد، شواهد متعددی حاکی از حمایت این کشور از جدایی‌طلبان طرفدار روسیه بود. عفو بین‌الملل، روسیه را به «تحریک به جنایات جدایی‌طلبانه» متهم کرد و از «همهٔ طرف‌ها، از جمله روسیه، خواست تا نقض قوانین جنگی را متوقف کنند».

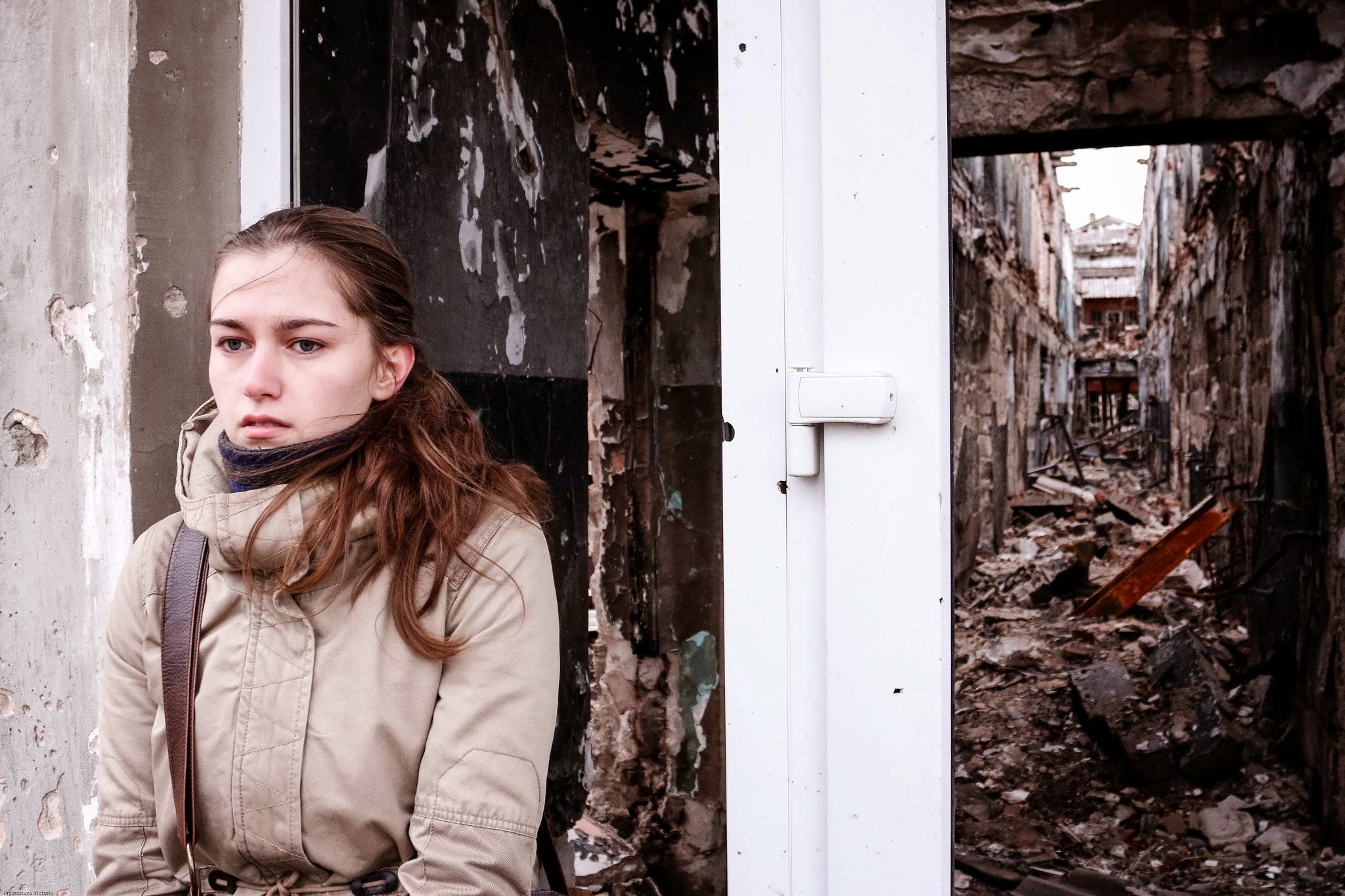
ساختمان آسیب‌دیده در کوراخوفه، ۲۶ نوامبر ۲۰۱۴

دیده‌بان حقوق بشر اعلام کرد که شورشیان طرفدار روسیه «تمام اقدامات احتیاطی ممکن را برای اجتناب از استقرار در مناطق غیرنظامی انجام ندادند» دیده‌بان حقوق بشر از همهٔ طرف‌ها خواست تا استفاده از راکت‌های گراد «فاقد دقت» را متوقف کنند.
در گزارش دیگری از دیده‌بان حقوق بشر آمده‌است که: «شورشیان، دیوانه‌وار می‌دویدند… گروگان‌ها را می‌گرفتند، کتک می‌زدند و شکنجه می‌کردند، و همچنین افرادی را که طرفدار کی‌یف بودند، تهدید و کتک می‌زدند». همچنین گفته شده‌است که شورشیان، تجهیزات پزشکی را منهدم کرده، کادر پزشکی را تهدید کرده و بیمارستان‌ها را اشغال کرده‌اند. یکی از اعضای دیده‌بان حقوق بشر شاهد نبش قبر یک «گور دسته‌جمعی» در اسلوفیانسک بود که پس از عقب‌نشینی شورشیان از شهر کشف شد.
شورشیان با تفنگ‌های خودکار مجهز به سرنیزه در شهر دونتسک در ۲۴ اوت، روز استقلال اوکراین، سربازان اوکراینی را در خیابان‌ها اسیر کردند. در طول رژه، آهنگ‌های ناسیونالیستی روسی از بلندگو پخش می‌شد و اعضای جمعیت با لقب «فاشیست» اسیرها را تمسخر می‌کردند. ماشین‌های نظافت خیابان معترضان را تعقیب می‌کردند و زمینی را که روی آن رژه می‌رفتند «پاکسازی» می‌کردند. دیده‌بان حقوق بشر گفت که این امر، نقض آشکار مادهٔ ۳ مشترک کنوانسیون ژنو است. این ماده «توهین به حیثیت شخصی، به‌ویژه رفتار تحقیرآمیز» را ممنوع می‌کند. آن‌ها همچنین گفتند که این رژه «ممکن است جنایت جنگی تلقی شود».

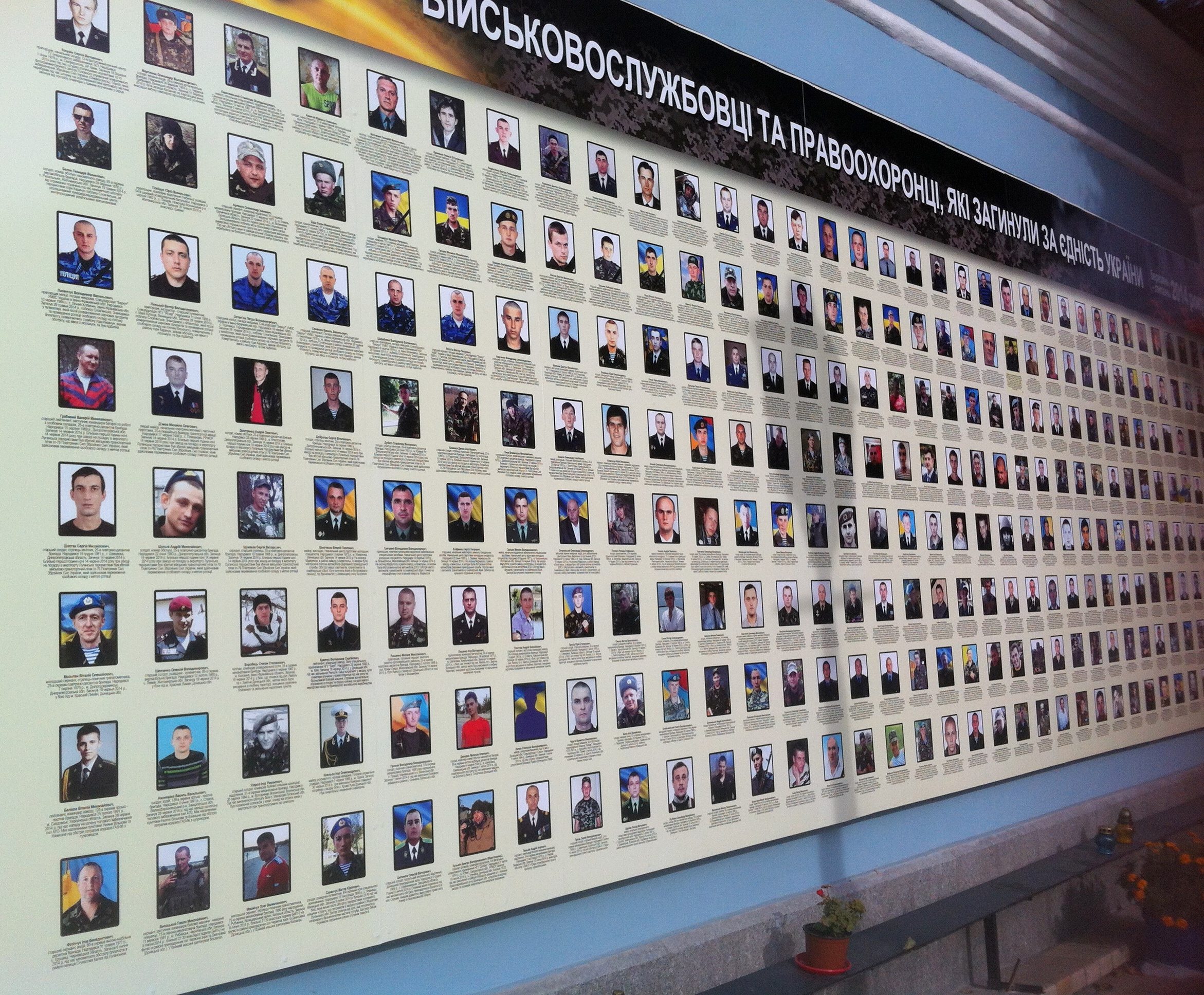
نقاشی دیواری از سربازان و افسران پلیس اوکراین که «در دفاع از وحدت اوکراین» در کی‌یف جان باختند.

نقشه‌ای از نقض حقوق بشر توسط جدایی‌طلبان با نام «نقشهٔ مرگ» توسط سرویس امنیتی اوکراین (SBU) در اکتبر ۲۰۱۴ منتشر شد. تخلفات گزارش‌شده شامل اردوگاه‌های بازداشت و گورهای دسته‌جمعی بود. متعاقباً، در ۱۵ اکتبر، سرویس امنیتی اوکراین پرونده‌ای را در مورد «جنایت علیه بشریت» که نیروهای شورشی مرتکب شده بودند، باز کرد.
گزارش اواسط اکتبر عفو بین‌الملل مواردی از اعدام‌های خودسرانه توسط نیروهای طرفدار روسیه را مستند کرد. گزارش دیده‌بان حقوق بشر استفاده از بمب‌های خوشه‌ای توسط نیروهای ضد دولتی را مستند کرده‌است.
در اکتبر ۲۰۱۴، آلکسی موزگووی یک «دادگاه مردمی» را در آلچفسک ترتیب داد که حکم اعدام را با بالا بردن دست برای مردی که متهم به تجاوز جنسی بود صادر کرد.
ایوان شیمونوویچ، دستیار دبیرکل سازمان ملل متحد در امور حقوق بشر، در یک کنفرانس مطبوعاتی در کی‌یف در ۱۵ دسامبر ۲۰۱۵ اظهار داشت که بیشتر موارد نقض حقوق بشر در جریان درگیری، توسط جدایی‌طلبان انجام شده‌است.
عفو بین‌الملل گزارش داد که «شواهد جدیدی» از اعدام خودسرانهٔ سربازان اوکراینی در ۹ آوریل ۲۰۱۵ پیدا کرده‌است. با بررسی فیلم‌های ویدئویی، مشخص شد که حداقل چهار سرباز اوکراینی به شیوهٔ اعدام به ضرب گلوله کشته شده‌اند. دنیس کریوشیف، معاون مدیر عفو بین‌الملل برای اروپا و آسیای مرکزی گفت که «شواهد جدید از این قتل‌های بدون دادگاه، آنچه را که ما مدت‌ها به آن مشکوک بودیم، تأیید می‌کند.» به گزارش این سازمان، مکالمه‌ای توسط روزنامهٔ کیف پست منتشر شده از مردی به‌عنوان رهبر جدایی‌طلبان، آرسنی پاولوف، که ادعا می‌کند پانزده اسیر جنگی اوکراینی را به قتل رسانده‌است. این یک «اعتراف دلخراش» است و «نیاز فوری به تحقیقات مستقل دربارهٔ این موضوع را نشان می‌دهد». اقدامات روسیه در اوکراین به‌عنوان جنایت علیه صلح و جنایت علیه بشریت توصیف شده‌است (سقوط پرواز ۱۷ خطوط هوایی مالزی).
در سال ۲۰۱۹، دولت اوکراین ۷ درصد از خاک اوکراین را تحت اشغال روسیه اعلام کرد. قطعنامهٔ A/73/L.47 مجمع عمومی سازمان ملل متحد، که در ۱۷ دسامبر ۲۰۱۸ به تصویب رسید، اکثراً موافق بوده و کریمه را با عنوان «اشغال موقت» معرفی کرده‌است.
سازمان ملل متحد ثبت کرده‌است که جنگ تا سال ۲۰۱۸ جان بیش از ۳۰۰۰ غیرنظامی را گرفته‌است.

### ۲۰۲۲

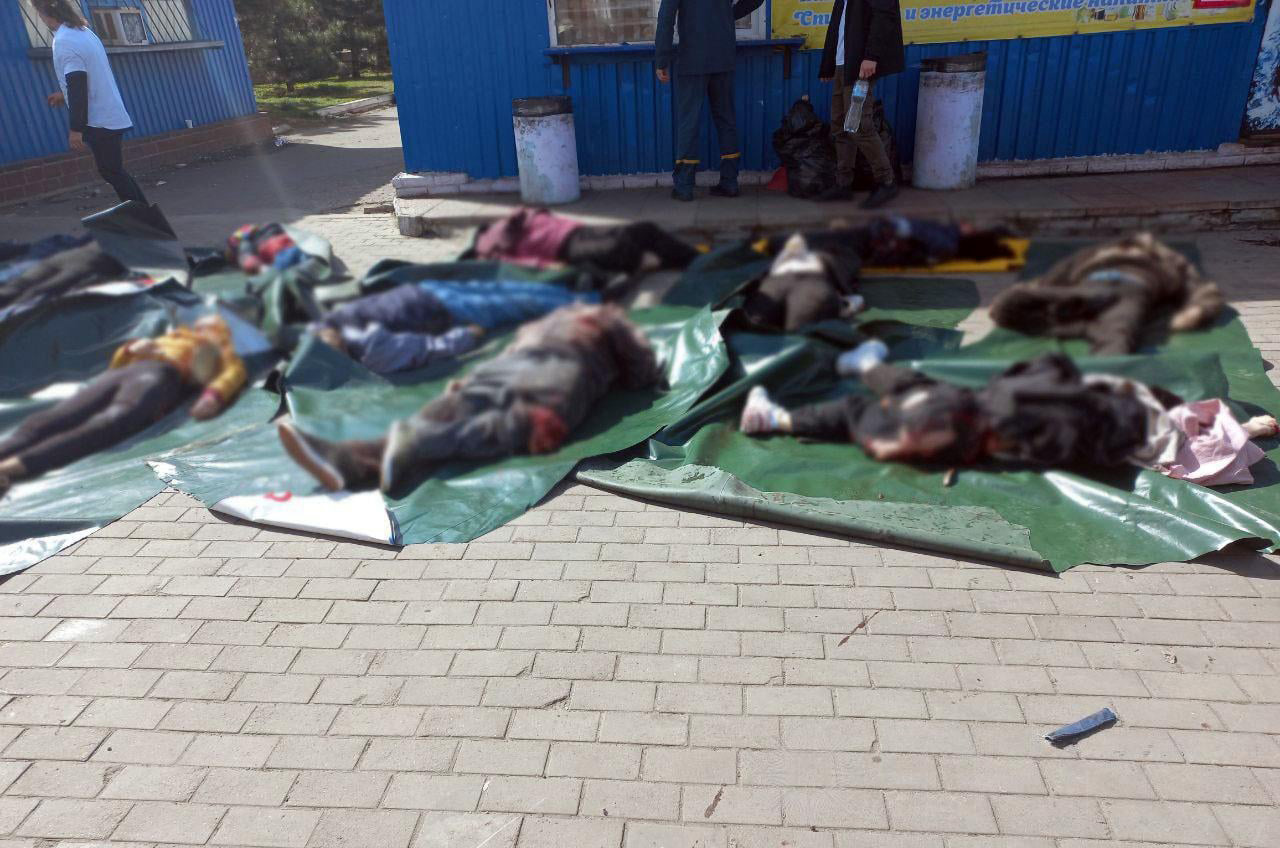
غیرنظامیانی که پس از حمله به ایستگاه راه‌آهن کراماتورسک کشته شدند.

در ۲۴ فوریهٔ ۲۰۲۲، نیروهای روسی از شمال، جنوب و شرق به اوکراین حمله کردند. دیده‌بان حقوق بشر و عفو بین‌الملل، روسیه را به استفاده از مهمات خوشه‌ای غیردقیق در مناطق غیرنظامی، از جمله نزدیک بیمارستان‌ها و مدارس متهم کردند، که این حملات غیرقانونی با سلاح‌هایی است که با بی‌توجهی باعث مرگ و معلولیت می‌شوند. کمیساریای عالی حقوق بشر سازمان ملل متحد اقدام نظامی روسیه را به‌عنوان نقض قوانین بین‌المللی محکوم کرد. عفو بین‌الملل آن را یک اقدام تجاوزکارانه خواند که بر اساس قوانین بین‌المللی جرم محسوب می‌شود. جنایات جنگی متعددی از جمله قتل، شکنجه، آدم‌ربایی، تبعید، غارت، تجاوز به زنان اوکراینی، حمله به غیرنظامیان، حملات هوایی غیرقانونی یا حملات علیه اهداف غیرنظامی، تهدید به خشونت، و رفتار غیرانسانی با اسرا ثبت شد.
یکی از اهداف حملات هوایی روسیه، کی‌یف پایتخت اوکراین، شهری با جمعیت حدود ۳ میلیون نفر بود. مهدکودک‌ها و یتیم‌خانه‌ها نیز گلوله‌باران شدند. نیروهای روسیه متهم به کارزار ترور علیه اوکراینی‌ها شدند. طبق گزارش‌ها، در ۳ مارس ۲۰۲۲، نیروهای روسی در سراسر خرسون غارت می‌کردند. در طول محاصره ماریوپل، شهر با گلوله‌باران ویران شد و برق، غذا و آب قطع شد. گزارش شده‌است که یک دختر ۶ ساله در مارس بر اثر کم‌آبی زیر ویرانه‌های خانه خود در ماریوپول جان خود را از دست داده‌است. در جریان حمله به ایرپین، نیروهای روسی بدون تفهیم به پناهندگانی که سعی داشتند از روی پل فروریخته فرار کنند، شلیک کردند. یک خانوادهٔ چهارنفره بر اثر اصابت خمپاره کشته شدند.
در طول نبرد ۲۰۲۲ خارکیف، شهر با گلوله‌باران روسیه، از جمله یک مدرسهٔ شبانه‌روزی برای افراد نابینا، ویران شد. از جمعیت ۱٫۸ میلیون نفری، تنها ۵۰۰۰۰۰ نفر تا مارس در خارکف باقی مانده بودند. در ۲۸ فوریهٔ ۲۰۲۲، بمباران خوشه‌ای خارکیف توسط روسیه ۹ غیرنظامی را کشت و ۳۷ نفر دیگر را زخمی کرد. در ۳ مارس، ۴۷ غیرنظامی در چرنیهیو کشته شدند، که بیشتر آن‌ها در صف یک فروشگاه مواد غذایی ایستاده بودند و منتظر نان بودند که حملهٔ هوایی روسیه با هشت بمب هوایی هدایت‌ناپذیر به آن‌ها اصابت کرد. در حملهٔ هوایی به بیمارستان ماریوپل، سه نفر، از جمله یک دختر جوان کشته شدند. صدها نفر نیز در حمله هوایی تئاتر ماریوپل، که به‌عنوان پناهگاه حمله هوایی استفاده می‌شد، جان باختند. پس از عقب‌نشینی نیروهای روسی از بزرگراه E-40 در اطراف منطقهٔ کی‌یف، بی‌بی‌سی نیوز پیکر ۱۳ جان‌باخته را کشف کرد که در جاده افتاده بودند که تنها دو نفر آن‌ها لباس نظامی اوکراینی بر تن داشتند. شواهد نشان می‌دهد که سربازان روسی این غیرنظامیان را که در حال فرار بوده‌اند به قتل رسانده‌اند.
پس از این‌که نیروهای روسی پس از یک ماه اشغال، منطقهٔ بوچا را ترک کردند، در ۱ تا ۳ آوریل عکس‌ها و فیلم‌هایی منتشر شد که صدها کشته در خیابان‌ها یا گورهای دسته‌جمعی را نشان می‌داد. این رویداد، واکنش بین‌المللی را برانگیخت زیرا به‌طور گسترده توسط روزنامه‌نگاران، با عنوان کشتار بوچا پوشش داده شد.
هزاران غیرنظامی در اثر گلوله‌باران و حملات موشکی بی‌رویهٔ روسیه به مناطق غیرنظامی در بورودیانکا، کراماتورسک، وینیستیا، چاسیف یار، سرهیوکا، و مناطق دیگر، کشته شدند. یک مقام اوکراینی گفت که روسیه از کوره‌های مرده‌سوز متحرک برای نابودی اجساد در ماریوپل استفاده می‌کند تا شواهد جنایات جنگی و تعداد افراد کشته‌شده را پنهان کند. در ۷ مه ۲۰۲۲، بمباران مدرسهٔ بیلوهوریوکا ده‌ها نفر را که در زیرزمین پناه گرفته بودند، کشت. اودسا نیز ماه‌ها به‌طور مداوم بمباران شد.
در ۱۵ ژوئن ۲۰۲۲، دیده‌بان حقوق بشر نسبت به گزارش‌هایی مبنی بر اخراج اجباری کودکان اوکراینی به روسیه برای فرزندخواندگی، ابراز نگرانی کرد و اظهار داشت که «به‌نظر نمی‌رسد این موارد شامل اقداماتی برای اتحاد مجدد خانواده یا احترام به منافع کودک باشد.». یونیسف هم به‌طور مشابهی اعلام کرد که «فرزندخواندگی هرگز نباید در طول یا بلافاصله پس از شرایط اضطراری اتفاق بیفتد». اردوگاه‌های فیلتراسیون روسیه برای بازداشت، بازجویی و شکنجهٔ اوکراینی‌هایی که مظنون به ارتباط با دولت اوکراین بودند، ایجاد شد. در ۱۴ ژوئیهٔ ۲۰۲۲، سازمان امنیت و همکاری اروپا گزارشی را منتشر کرد که در آن اعلام کرد روسیه در قتل، تجاوز، ربودن و کوچ اجباری غیرنظامیان اوکراینی، از جمله انتقال ۲۰۰۰ کودک از یتیم‌خانه‌ها و مؤسسات مشابه به روسیه، مقصر است و یک حملهٔ گسترده و سیستماتیک علیه جمعیت غیرنظامی و جنایت علیه بشریت است.
چندین محقق اعلام کردند که روسیه در اوکراین نسل‌کشی می‌کند. این ادعا با گزارشی توسط مؤسسهٔ استراتژی و سیاست نیولاین و مرکز حقوق بشر رائول والنبرگ تأیید شد که استنباط کرد روسیه دو ماده از کنوانسیون نسل‌کشی مصوب ۱۹۴۸ را نقض کرده‌است.

تا ۳۰ مارس، سازمان ملل گزارش داد که ۴ میلیون پناهجو از اوکراین فرار کردند، ۵۰ بیمارستان در این کشور هدف قرار گرفتند و روسیه حداقل در ۲۴ مورد از مهمات خوشه‌ای ممنوعه استفاده کرد. حملهٔ روسیه به اوکراین ۱۱٫۵ میلیون نفر را مجبور به ترک خانه‌های خود کرد، که باعث ایجاد بزرگ‌ترین بحران پناهجویان در قرن بیست و یکم شد. در ۲۲ آوریل، سازمان ملل جان باختن حداقل ۲۳۴۳ غیرنظامی را ثبت کرد که ۹۲٫۳ درصد از آن‌ها به‌دست نیروهای مسلح روسیه به قتل رسیده‌اند. تا ماه ژوئیهٔ ۲۰۲۲، سازمان ملل کشته شدن ۵۰۲۴ غیرنظامی را ثبت کرد.

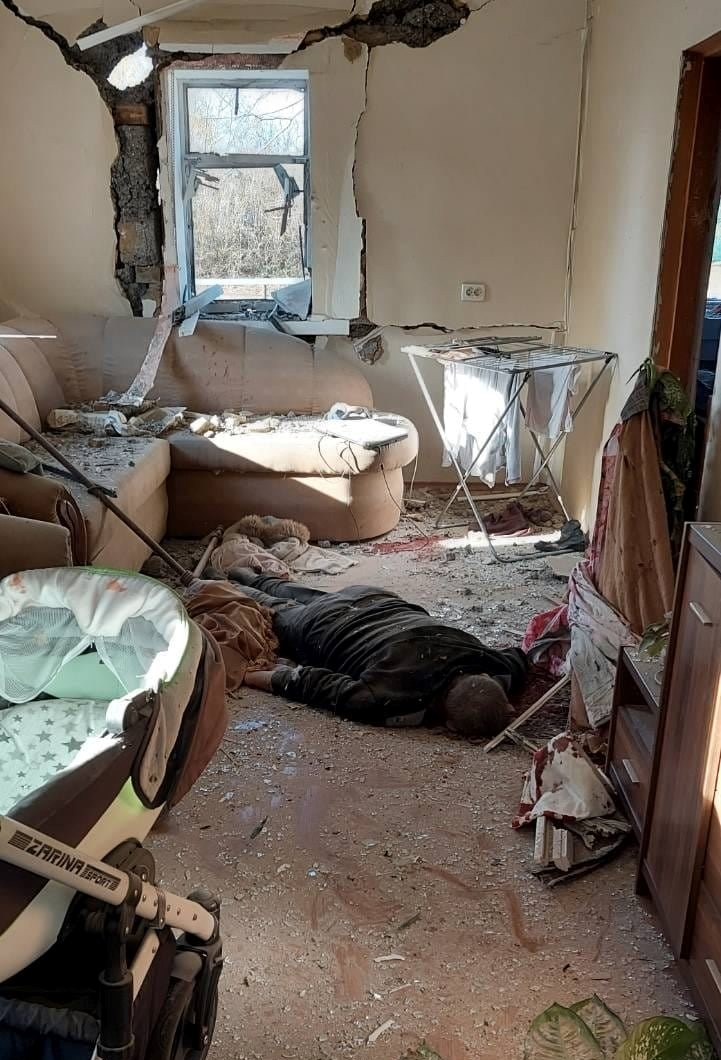
کشته شدن یک غیرنظامی اوکراینی در جریان بمباران روسیه در چرنیهیف
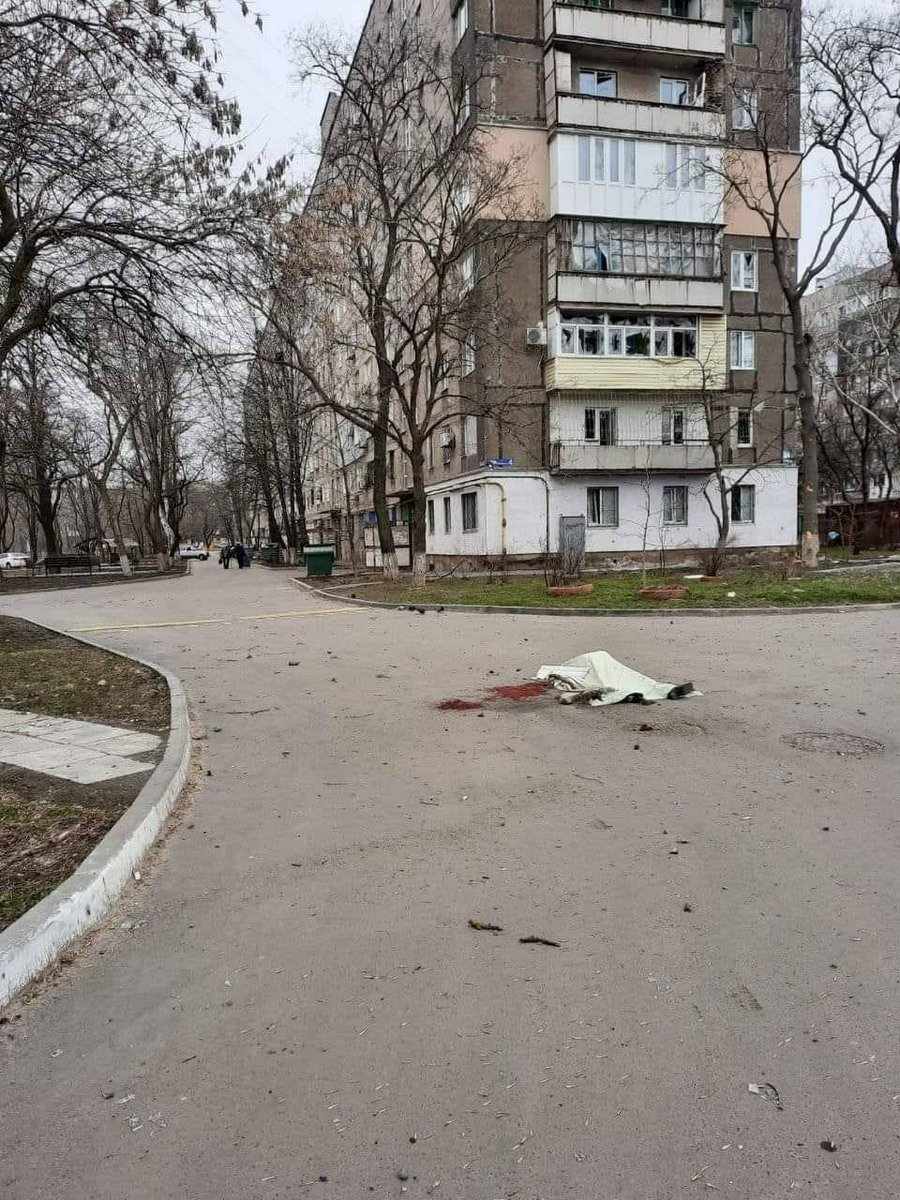
قربانی حملهٔ روسیه به ماریوپل
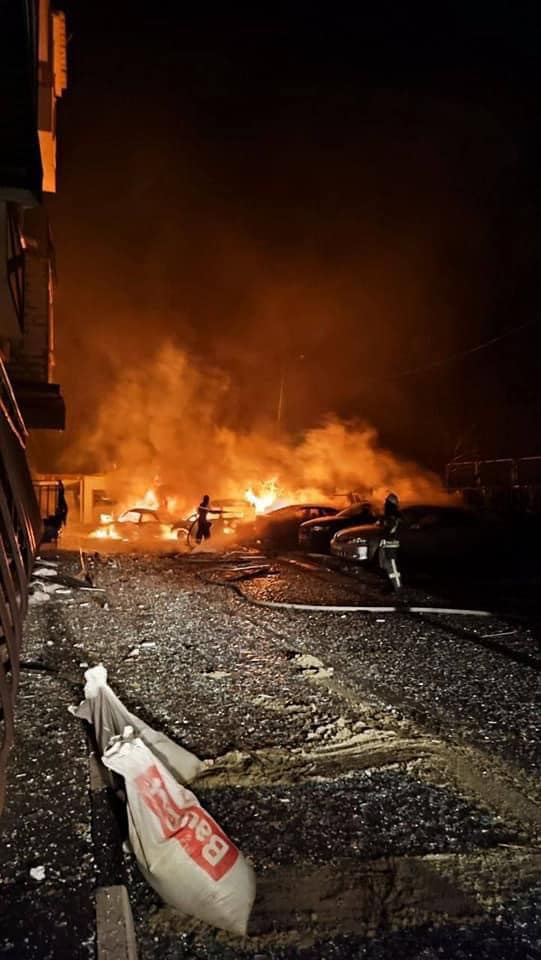
بمباران روسیه در حومه خارکوف
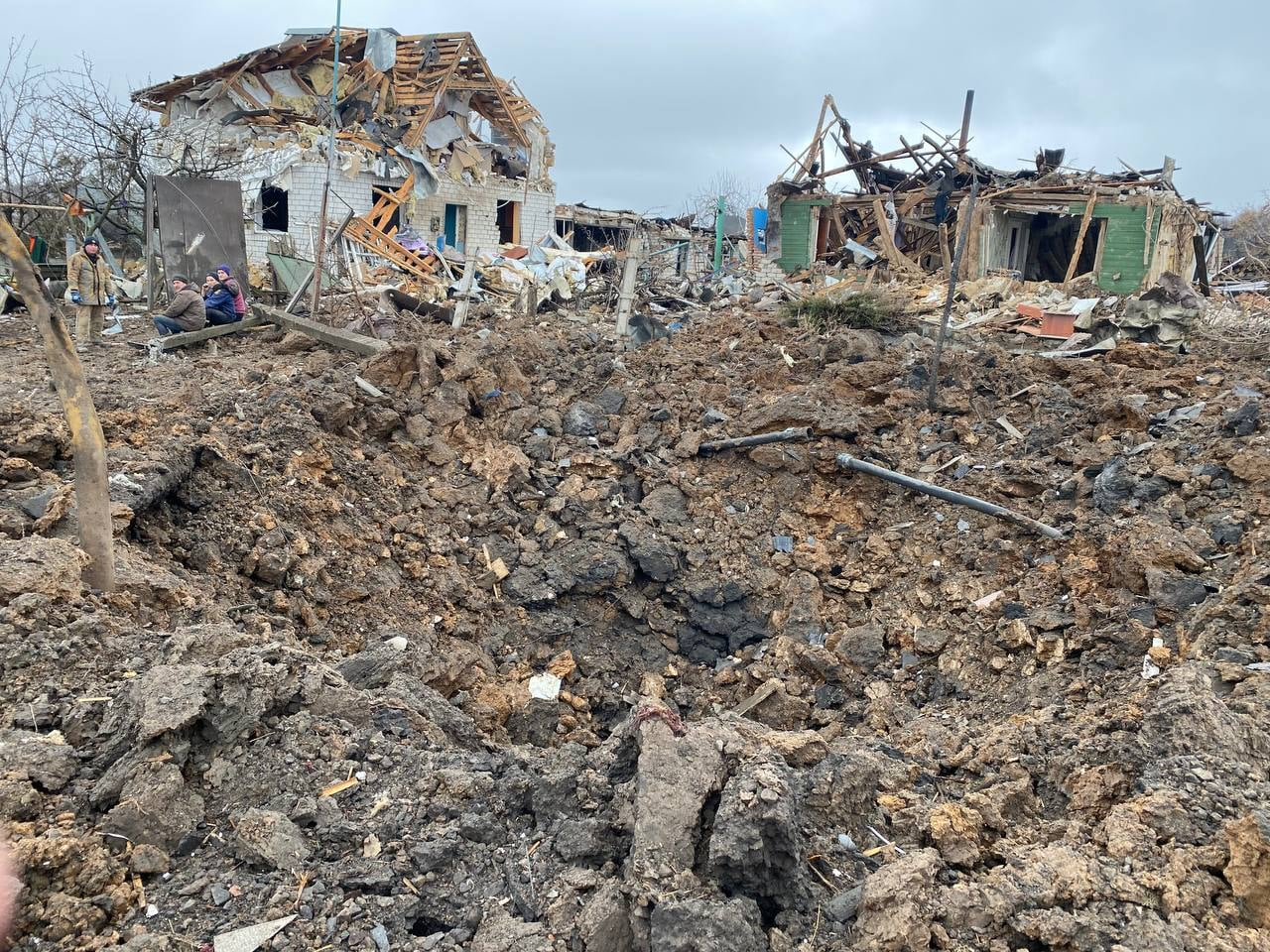
تخریب روستای یاکوولیوکا در خارکوف با حملهٔ روسیه
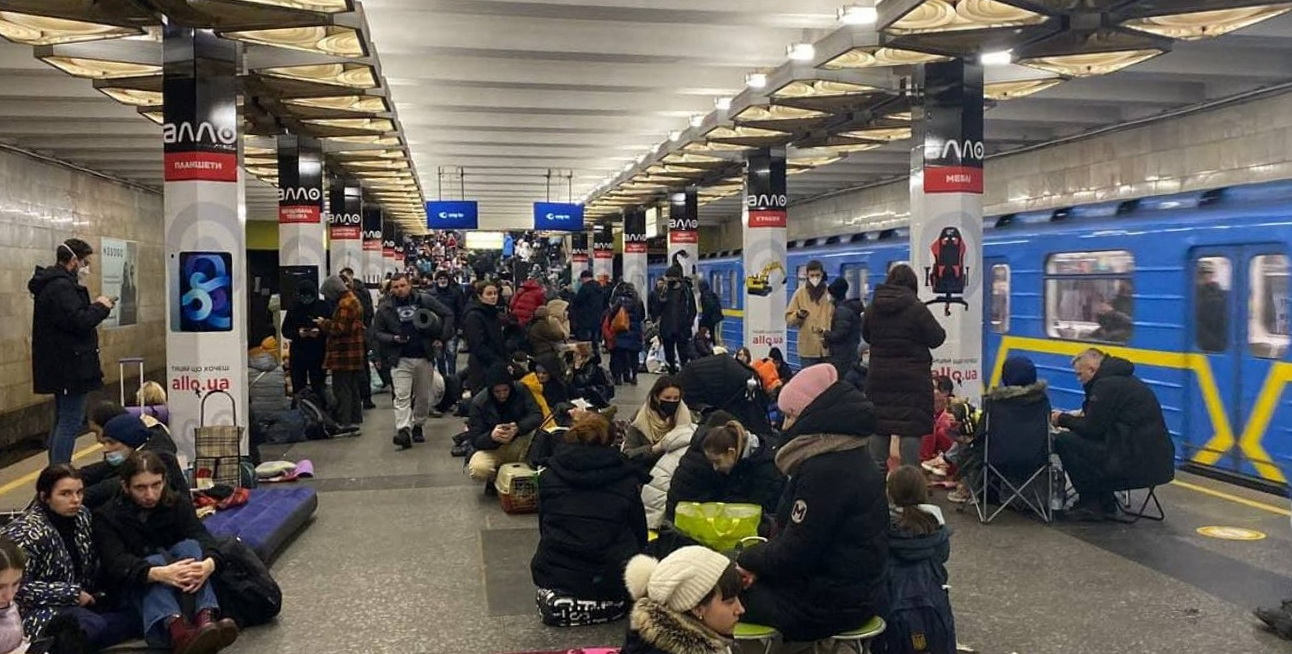
غیرنظامیانی که در طول نبرد ۲۰۲۲ کی‌یف در متروی کی‌یف پناه گرفته بودند.

## سوریه

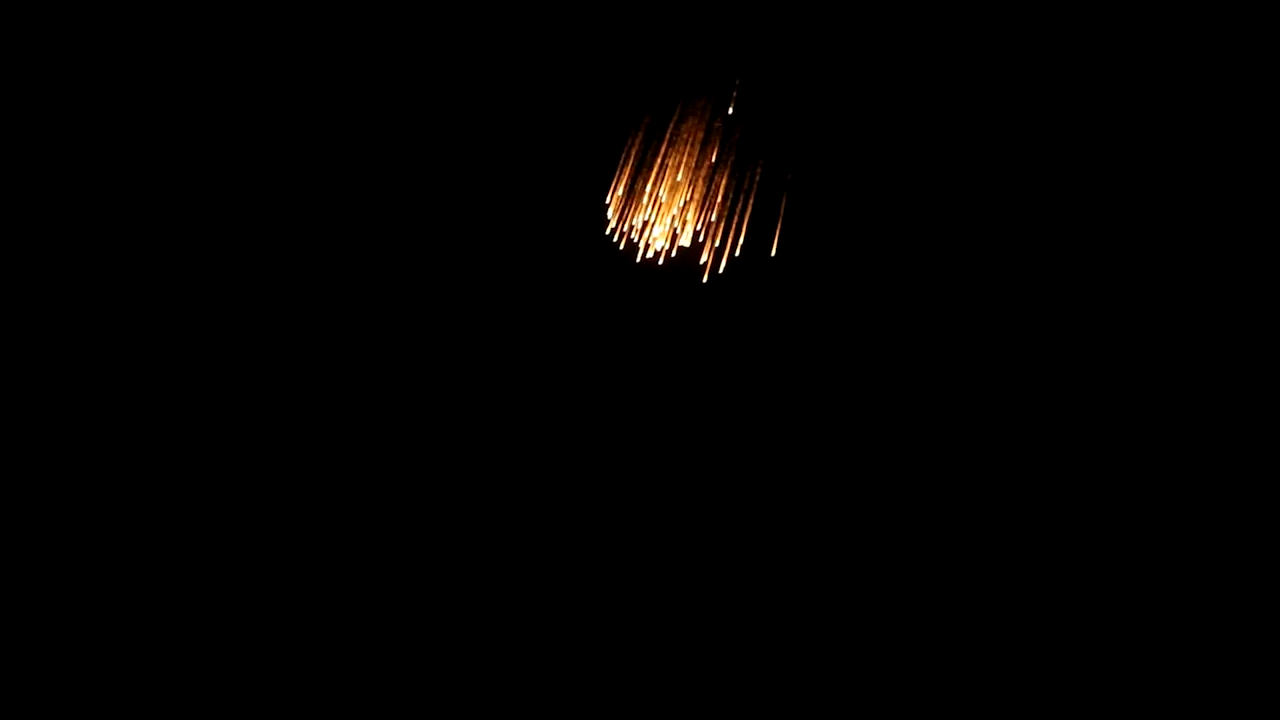
هواپیماهای روسی در ژوئن ۲۰۱۶ در شمال حلب بمب‌های آتش‌زا پرتاب کردند.

در ۳۰ سپتامبر ۲۰۱۵، ارتش روسیه به‌طور مستقیم در جنگ داخلی سوریه در کنار دولت حامی روسیه، بشار اسد مداخله کرد. به گفتهٔ عفو بین‌الملل، در اواخر فوریهٔ ۲۰۱۶، هواپیماهای جنگی روسیه عمداً غیرنظامیان و نیروهای امدادی را در طول عملیات بمباران خود هدف قرار دادند. این گروه حقوق بشری، حملات به مدارس، بیمارستان‌ها و خانه‌های غیرنظامیان را مستند کرده‌است. عفو بین‌الملل همچنین گفت که «روسیه در برخی از فاجعه‌بارترین جنایات جنگی دهه‌های اخیر مقصر است». تیرانا حسن، مدیر برنامهٔ واکنش به بحران عفو بین‌الملل، گفت که پس از بمباران اهداف غیرنظامی، هواپیماهای جنگی روسیه برای حملهٔ دوم به منظور هدف قرار دادن بشردوستان و غیرنظامیانی که در تلاش برای کمک به مجروح‌شدگان بودند، به پرواز درآمدند.
در فوریهٔ ۲۰۱۶، دیده‌بان حقوق بشر استفادهٔ گسترده از بمب‌های خوشه‌ای توسط حکومت سوریه و روسیه را گزارش کرد که نقض قطعنامه ۲۱۳۹ شورای امنیت در ۲۲ فوریهٔ ۲۰۱۴ بود که از همهٔ طرف‌ها خواسته بود به «استفادهٔ بی‌رویه از سلاح در مناطق پرجمعیت» پایان دهند. دیده‌بان حقوق بشر گفت که «نیروهای روسی یا سوری مسئول این حملات بوده‌اند» و این مهمات «ساخته‌شده در اتحاد جماهیر شوروی یا روسیه» بوده و برخی از آن‌ها از نوعی بوده‌اند که پیش از حملهٔ روسیه «در سوریه مورد استفاده قرار نگرفته‌اند» دیده‌بان حقوق بشر همچنین خاطرنشان کرد که در حالی‌که نه روسیه و نه سوریه عضو کنوانسیون بمب‌های خوشه‌ای نیستند، استفاده از این مهمات با اظهارات دولت سوریه مبنی بر خودداری از استفاده از آن در تناقض است. بمباران بی‌رویهٔ روسیه علیه غیرنظامیان، با استفاده از بمب‌های خوشه‌ای یا بمباران آتش‌زا، در طول نبرد حلب و محاصره غوطه شرقی، اغلب به‌عنوان نقض قوانین بین‌المللی تلقی شد. چندین شباهت بین ویرانی‌های سال ۲۰۱۶ در حلب و تخریب‌های گروزنی در سال ۲۰۰۰ ترسیم شد، که برخی آن‌ها را به‌عنوان نشان‌دهندهٔ سیاست مشترک «اسیر نگیرید» توصیف کردند. بین ماه‌های مه تا ژوئیهٔ ۲۰۱۹، روسیه با بمباران‌های شدید در حمله به ادلب، ۵۴۴ غیرنظامی را کشت. در ۲۲ ژوئیهٔ ۲۰۱۹، بمباران بازار معرات‌النعمان ۴۳ غیرنظامی را کشت. در ۱۶ اوت ۲۰۱۹، جت‌های جنگندهٔ روسی یک حملهٔ هوایی به اردوگاه پناهندگان هس انجام دادند که منجر به کشته شدن ۲۰ غیرنظامی شد.
در ۶ مارس ۲۰۱۸، شورای حقوق بشر سازمان ملل متحد گزارشی عمومی منتشر کرد که در آن تأیید کرد که بمباران بازار عطاریب توسط ارتش روسیه انجام شده‌است. یک هواگرد ثابت‌بال روسی با استفاده از مهمات هدایت‌ناپذیر، از جمله سلاح‌های انفجاری، به این مکان حمله کرد. این گزارش به این نتیجه رسید که استفاده از چنین سلاح‌های سنگینی در مناطق پرجمعیت غیرنظامی ممکن است جنایت جنگی باشد. در ۲ فوریهٔ ۲۰۱۷، دفتر کمیساریای عالی حقوق بشر سازمان ملل گزارشی دربارهٔ نبرد حلب منتشر کرد و تأیید کرد که روسیه از سلاح‌های خوشه‌ای و آتش‌زا استفاده کرده‌است که نوعی جنایت جنگی تلقی می‌شود.
دیده‌بان حقوق بشر سوریه مدعی است که حملات هوایی و توپخانه‌ای روسیه تا ۱ اکتبر ۲۰۱۸ باعث کشته شدن ۱۸۰۰۰ نفر از جمله نزدیک به ۸۰۰۰ غیرنظامی در سوریه شده‌است.

## جمهوری آفریقای مرکزی
در ۲۷ اکتبر ۲۰۲۱، کارشناسان شورای حقوق بشر سازمان ملل هشدار دادند که گروه شبه‌نظامی واگنر روسیه «با خشونت، غیرنظامیان، از جمله حافظان صلح، روزنامه‌نگاران، امدادگران و اقلیت‌ها در جمهوری آفریقای مرکزی» را مورد آزار و اذیت و ارعاب قرار داده‌است. این سازمان از دولت جمهوری آفریقای مرکزی خواست تا همهٔ روابط خود را با گروه واگنر قطع کند.
نمونه‌هایی از جنایاتی که گمان می‌رود توسط اعضای گروه واگنر در جمهوری آفریقای مرکزی مرتکب شده‌اند شامل کشتار آیگبادو، کشتن ۱۲ مرد غیرمسلح در نزدیکی بوسانگوآ در ۲۱ ژوئیهٔ ۲۰۲۱ و ضرب‌وشتم و نگهداری شورشیان مظنون، در شرایط غیرانسانی در گودالی در پایگاه ارتش ملی در آلیندائو بین ژوئن و اوت ۲۰۲۱ است.

## مالی
در آوریل ۲۰۲۲، دیده‌بان حقوق بشر گزارش داد که مزدوران روسی که گمان می‌رود اعضای گروه واگنر هستند، در کنار اعضای نیروهای مسلح مالی علیه صدها غیرنظامی در مالی مرتکب جنایات شده‌اند. بر اساس گزارش سازمان غیردولتیِ پروژهٔ داده‌های مکان و رویداد درگیری‌های مسلحانه، بین ژانویه تا اواسط آوریل ۲۰۲۲، تعداد ۴۵۶ غیرنظامی در ۹ حادثهٔ مربوط به نیروهای مالی و جنگجویان واگنر کشته شدند. بزرگ‌ترین جنایت این سرکوب‌ها، توسط نیروهای روسی و مالی در شهر مورا انجام شد که در آن حدود ۳۰۰ مرد غیرنظامی در ۲۳ مارس ۲۰۲۲ کشته شدند.

## اقدامات قانونی

### در روسیه
دولت روسیه صلاحیت دادگاه‌های محلی خود را برای بررسی این اتهامات، رد کرد. در حالی‌که هزاران تحقیق انجام شد، تنها یک نفر به جرم جنایات علیه چچنی‌ها در جنگ‌های چچن محکوم شد — یوری بودانوف، که توسط دادگاه روسیه به ربودن و قتل الزا کونگایوا محکوم شد و در سال ۲۰۰۳ به ۱۰ سال زندان محکوم شد — که باعث شد عفو بین‌الملل به این نتیجه برسد که «هیچ پاسخگویی» وجود ندارد و «عدم تعقیب قضائی توسط روسیه منجر به فضای معافیت از مجازات شده‌است».

### اقدامات بین‌المللی

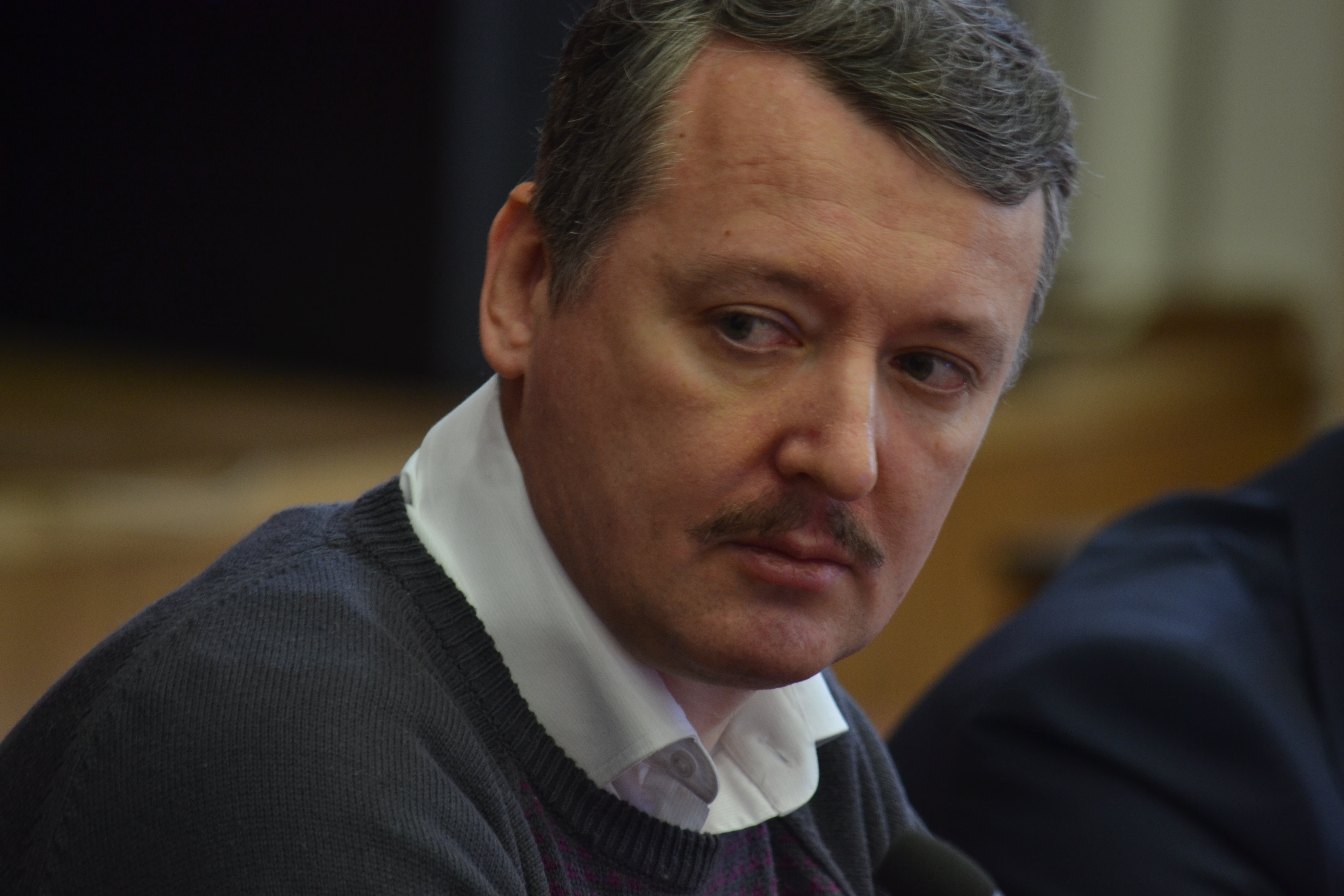
در سال ۲۰۱۹، ایگور گیرکین، کارمند سابق سرویس امنیت فدرال روسیه توسط دادستان هلند به قتل متهم شد.

در ۲۴ مه ۲۰۱۸، هلند پس از تحقیقات تطبیقی گسترده به این نتیجه رسید که سامانه موشکی بوک که پرواز شمارهٔ ۱۷ خطوط هوایی مالزی در سال ۲۰۱۴ را ساقط کرد، متعلق به تیپ ۵۳ موشکی ضدهوایی روسیه در کورسک بود. در بیانیه‌ای از سوی وزیر امور خارجه هلند در تاریخ ۵ ژوئیه ۲۰۱۷، اعلام شد که چندین کشور هر مظنونی را که در سرنگونی این پرواز نقش داشته را، تحت پیگرد قانونی قرار خواهند داد. معاهدهٔ آتی بین هلند و اوکراین این امکان را برای هلند فراهم می‌کند که برای همهٔ ۲۹۸ قربانی پرواز، بدون توجه به ملیت آن‌ها اقدامات قانونی انجام دهد. این معاهده در ۷ ژوئیهٔ ۲۰۱۷ امضا شد. در ۲۱ مارس ۲۰۱۸، دولت هلند قانونی را به پارلمان ارسال کرد که اجازه می‌داد که مظنونان مربوط به سرنگونی پرواز شمارهٔ ۱۷ در هلند و با قوانین هلند تحت پیگرد قانونی قرار گیرند. در ۱۹ ژوئن ۲۰۱۹، یک دادستان هلندی چهار نفر را به‌دلیل دارا بودن نقش در این سرنگونی متهم کرد: سه روسی شامل ایگور گیرکین، کارمند سابق سرویس امنیت فدرال روسیه، سرگئی دوبینسکی و اولگ پولاتوف؛ عوامل سابق اداره اصلی اطلاعات روسیه - و یک اوکراینی - لئونید خارچنکو - مرتبط با جمهوری خلق دونتسک. مقامات هلندی احکام دستگیری بین‌المللی را برای مظنونانی که قصد تعقیب آن‌ها را دارند ارسال کردند.

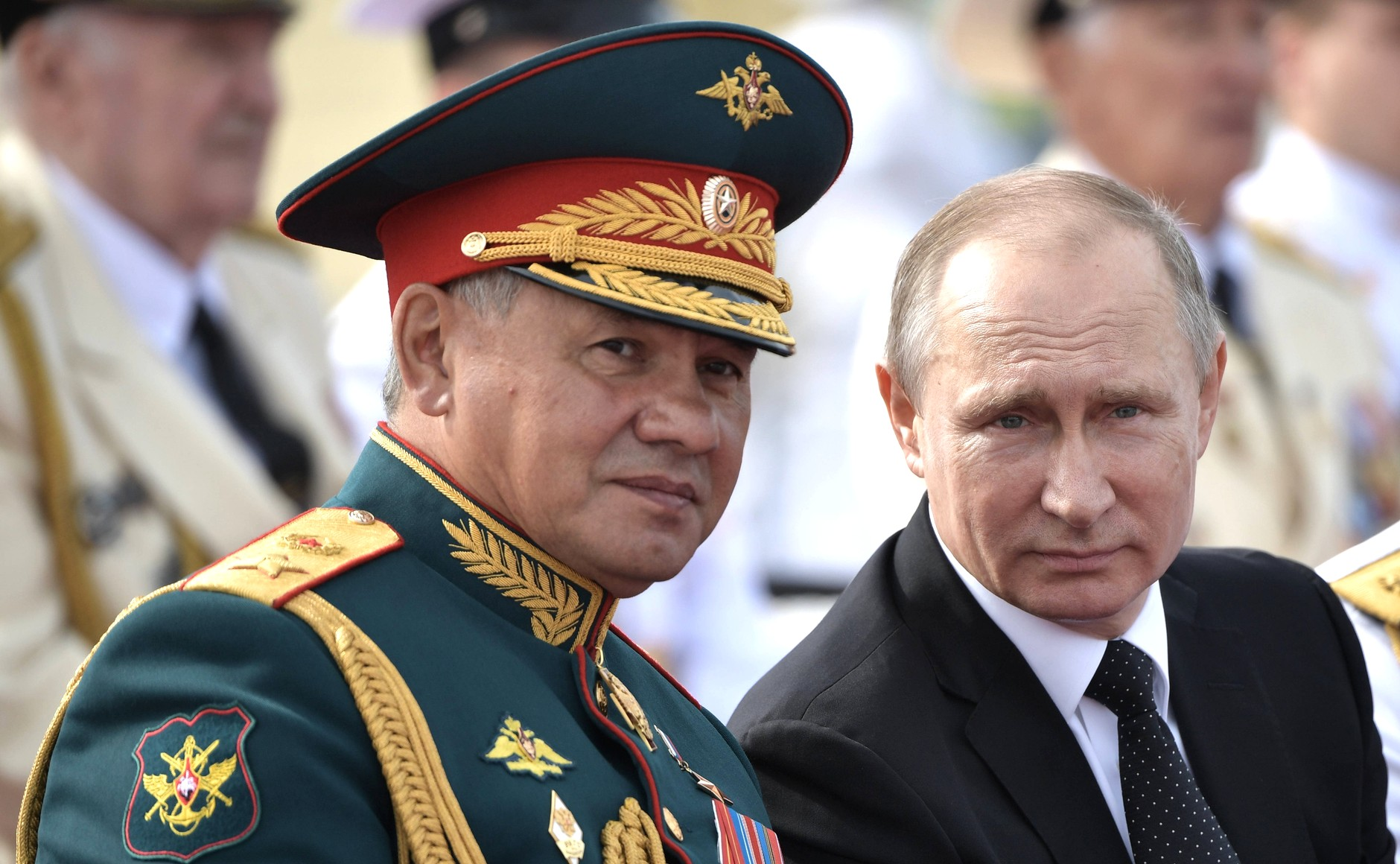
ولادیمیر پوتین رئیس‌جمهور روسیه که از سال ۲۰۰۰ بر روسیه حکومت می‌کند و وزیر دفاع روسیه سرگئی شویگو هر دو متهم به جنایات جنگی هستند

در ۱۵ مارس ۲۰۲۲، مجلس سنای ایالات متحده به اتفاق آرا، ولادیمیر پوتین، رهبر روسیه را جنایتکار جنگی اعلام کرد.
در سال ۲۰۲۲، پارلمان‌های ملی، از جمله پارلمان‌های لهستان، اوکراین، کانادا، استونی، لتونی، لیتوانی و جمهوری ایرلند اعلام کردند که یک نسل‌کشی در اوکراین در حال وقوع است.
در ۱۳ مه ۲۰۲۲، مقامات کی‌یف نخستین محاکمهٔ جنایات جنگی خود را در مورد تهاجم روسیه به اوکراین در سال ۲۰۲۲ آغاز کردند که سرباز روسی وادیم شیشیمارین برای کشتن یک غیرنظامی غیرمسلح در استان سومی متهم شد. در ۳۱ مه، دادگاه کی‌یف دو سرباز روسی را به جرم شلیک توپخانه‌ای به دو روستا در استان خارکوف به ۱۱ سال و نیم زندان محکوم کرد.
دولت روسیه تلاش کرد تا به‌طور مؤثری از هرگونه تعقیب بین‌المللی نقش خود در جنایات جنگی مشکوک توسط دادگاه بین‌المللی جلوگیری کند و از جایگاه خود در شورای امنیت برای وتوی قطعنامه‌هایی استفاده کرد که خواستار تحقیق و پاسخگویی در مورد سرنگونی پرواز شماره ۱۷ هواپیمایی مالزی بر فراز استان دونتسک و برای جنایات انجام‌شده در سوریه، شدند. این سازمان وقوع حمله شیمیایی در دوما در ۷ آوریل ۲۰۱۸ را رد کرد، اما با این وجود این موضوع در گزارشی از سوی سازمان منع سلاح‌های شیمیایی مورد حمایت سازمان ملل تأیید شد.
در ۷ آوریل ۲۰۲۲، قطعنامه ES-11/3 مجمع عمومی سازمان ملل متحد روسیه را از شورای حقوق بشر سازمان ملل به‌دلیل ارتکاب جنایات جنگی در اوکراین تعلیق کرد.

#### دادگاه حقوق بشر اروپا
به‌دلیل معافیت از مجازات سربازان روسی در روسیه، صدها قربانی سوءاستفاده به دادگاه حقوق بشر اروپا درخواست‌هایی داده‌اند. تا سال ۲۰۰۹، دادگاه حقوق بشر اروپا ۱۱۵ حکم با مجرم دانستن دولت روسیه به‌دلیل ناپدید کردن اجباری، اعدام‌های فراقضایی، شکنجه، و به‌دلیل عدم رسیدگی صحیح به این جنایات در چچن صادر کرده‌است.
در ۲۱ ژانویهٔ ۲۰۲۱، دادگاه حقوق بشر اروپا همچنین روسیه را به‌طور جداگانه در قتل، شکنجه، غارت و تخریب خانه‌ها در گرجستان و همچنین ممانعت از بازگشت ۲۰۰۰۰ آوارهٔ گرجی به میهن خود مجرم شناخت.

#### دیوان کیفری بین‌المللی

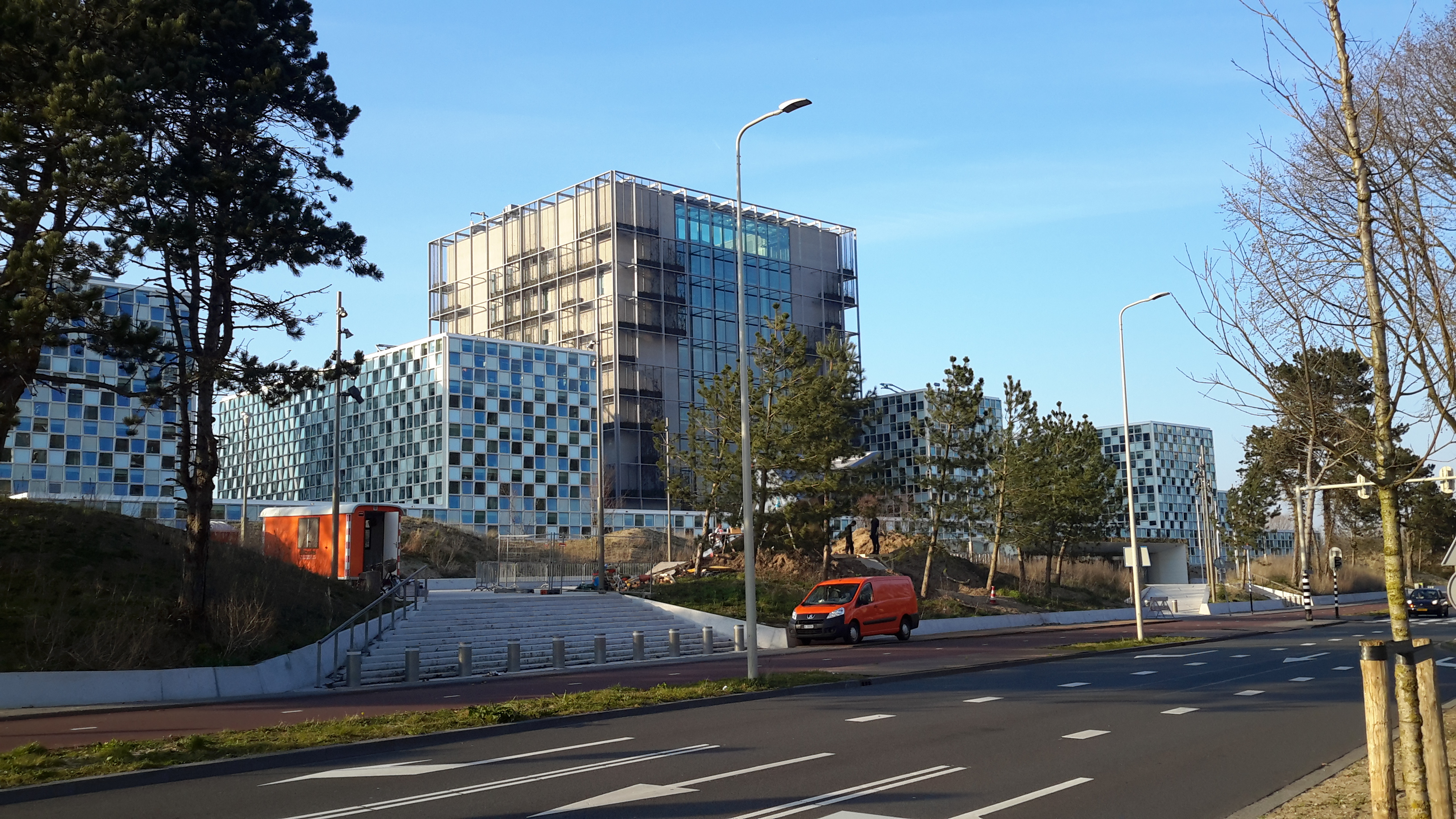
ساختمان دیوان کیفری بین‌المللی در لاهه

هنگامی‌که دیوان کیفری بین‌المللی شروع به تحقیق در مورد الحاق کریمه به روسیه به‌دلیل نقض احتمالی قوانین بین‌المللی کرد، روسیه در ۱۶ نوامبر ۲۰۱۶ عضویت خود را لغو کرد. با این وجود، دیوان کیفری بین‌المللی در گزارش اولیهٔ خود در سال ۲۰۱۷ دریافت که «وضعیت در قلمرو کریمه و سواستوپل به منزلهٔ یک درگیری مسلحانهٔ بین‌المللی بین اوکراین و روسیه خواهد بود» و همچنین «در واقع به منزلهٔ یک وضعیت اشغالی مداوم است». همچنین دریافت که شواهد معتبری وجود دارد مبنی بر این‌که دست‌کم ۱۰ نفر ناپدید و گمان می‌رود که در کریمه به‌دلیل مخالفت با تغییر وضعیت آن کشته شده‌اند. در ژانویهٔ ۲۰۱۶، دیوان کیفری بین‌المللی همچنین تحقیقاتی را دربارهٔ جنایات جنگی احتمالی انجام‌شده در طول جنگ ۲۰۰۸ روسیه و گرجستان آغاز کرد.
در ۲۸ فوریهٔ ۲۰۲۲، کریم احمدخان، دادستان دیوان کیفری بین‌المللی، اعلام کرد که تحقیقاتی را دربارهٔ جنایات جنگی ادعایی در اوکراین آغاز خواهد کرد.

#### دیوان بین‌المللی دادگستری
اوکراین در دیوان بین‌المللی دادگستری علیه روسیه شکایت کرد. در ۱۶ مارس ۲۰۲۲، حکمی صادر شد و دیوان بین‌المللی دادگستری به روسیه دستور داد تا فوراً عملیات نظامی در اوکراین را متوقف کند.

#### کمیسیون بین‌المللی تحقیق در مورد جنگ اوکراین
در ۴ مارس ۲۰۲۲، شورای حقوق بشر سازمان ملل متحد با ۳۲ رأی موافق در مقابل ۲ رأی مخالف و ۱۳ رأی ممتنع، ایجاد کمیسیون بین‌المللی تحقیق دربارهٔ اوکراین، به‌عنوان کمیته‌ای بین‌المللی و مستقل متشکل از سه کارشناس حقوق بشر با مأموریت برای بررسی موارد نقض حقوق بشر و حقوق بین‌الملل بشردوستانه در زمینهٔ تهاجم روسیه به اوکراین در سال ۲۰۲۲ را تصویب کرد.